# Carnation
Carnation – miasto w Stanach Zjednoczonych, w stanie Waszyngton, w hrabstwie King.